# مورتيمر لويس
مورتيمر لويس (بالإنجليزية: Mortimer Lewis)‏ هو مهندس معماري أسترالي، ولد في 1796، وتوفي في 9 مارس 1879.